# Wellnhoferia grandis
Wellnhoferia grandis (вельнхоферія) — вид викопних птахів, близький до археоптерикса. Він мешкав на території сучасної Німеччини, у пізній юрі.

Wellnhoferia (помаранчевий) і сім зразків Archaeopteryx в порівнянні з людиною

Типовий зразок виявлений у 1960-х роках у Німеччині (Баварія) і описаний у 1988 році різновид археоптерикса. Знаходиться у Bürgermeister-Müller-Museum у місті Зольнхофен. У 2001 році польський палеонтолог Анджей Ельжановський відмітив відмінності цього екземпляра від інших представників А. litographica. Наприклад, він має коротший хвіст і четвертий палець нижніх кінцівок. Тому для цього викопного встановлено нове родове ім'я — Wellnhoferia. Деякі палеонтологи (наприклад, Майр та ін. , 2007), проте, не згодні з цим висновком.